# Солкі (Мазовецьке воєводство)
Солкі (пол. Sołki) — село в Польщі, у гміні Добре Мінського повіту Мазовецького воєводства.
Населення — 140 осіб (2011).
У 1975-1998 роках село належало до Седлецького воєводства.

## Демографія
Демографічна структура станом на 31 березня 2011 року:
|          | Загалом | Допрацездатний вік | Працездатний вік | Постпрацездатний вік |
| -------- | ------- | ------------------ | ---------------- | -------------------- |
| Чоловіки | 71      | 14                 | 43               | 14                   |
| Жінки    | 69      | 16                 | 32               | 21                   |
| Разом    | 140     | 30                 | 75               | 35                   |